# Huta im. M. Buczka
Huta im. Mariana Buczka w Sosnowcu – historyczny kompleks przemysłowy (1881–2019), składający się z dwóch zakładów obróbki i wytopu stali, położonych przy ulicy Stanisława Staszica i Nowopogońskiej w Sosnowcu.
Podlegająca dynamicznym procesom przekształceń własnościowym huta, jako przedsiębiorstwo państwowe, a potem Grupa Technologie S.A., była miejscem produkcji rur i walców hutniczych. Prowadziła produkcję wyrobów stalowych w zakładzie produkcji rur zgrzewanych oraz w zakładzie produkcji rur ze stali wysokostopowych. Całkowite zdolności produkcyjne spółki wynosiły w 2006 r. ok. 60 tys. ton. Zakład produkcji rur zgrzewanych składał się z czterech linii zgrzewających (W 1.5, W 2 – zmodernizowane w 1993 r. i 2001 r., W 3 – oddana do użytku w 1999 r. oraz W 4 – oddana do użytku w 2003 r.) oraz dwóch linii cięcia wzdłużnego taśm (jedną z nich oddano do użytku w 2004 r.). Do 2005 r. spółka prowadziła produkcję w zakładzie produkcji walców hutniczych. Po rezygnacji z produkcji rur przez Grupę Severstal, jedynym ich producentem na terenie zakładu pozostaje Rohrwerk Maxhütte Polska Sp. z o.o..
Zakład powstał w Pogoni oraz w Sielcu w 1881 r. jako Walcownia Żelaza i Rurkownia należąca do gliwickiego przemysłowca Samuela Huldczyńskiego oraz jako huta „Katarzyna”, należąca do górnośląskiego koncernu Zjednoczone Huty Królewska i Laura. Zakład huta „Katarzyna” ówcześnie składał się z odlewni żeliwa, pudlingarni i walcowni stali.

## Historia[5]
- Lata 1890–1895 – Na terenie huty „Katarzyna” wybudowano dwa wielkie piece martenowskie, produkujące surówkę na koksie[6].
- Lata 1895–1905 – Dla robotników huty wzniesiono osiedle patronackie (dziś ul. S. Staszica 1–27)[7].
- 1897 – Firmę Huldschynsky i Synowie (Huldczyński), posiadającą "sosnowiecką rurkownię" przekształcono w spółkę akcyjną pod nazwą Towarzystwo Akcyjne Sosnowieckich Fabryk Rur i Żelaza. Zakład składał się z 3 hal produkcyjnych, warsztatów ślusarskich, mechanicznych, kuźni, odlewni, magazynu wyrobów gotowych, kotłowni z maszynownią oraz biura[3].
- 9 lutego 1905 – Robotnicy huty „Katarzyna” wzięli udział w krwawo stłumionej manifestacji[8][9].
- 1920 – W odbudowanym, w wyniku zniszczeń wojennych zakładzie, ruszyły wielkie piece, marteny i walcownia. Zakład stopniowo wyremontowano i zmodernizowano[3].
- Lata 1920–1939 – Oba zakłady produkujące dotychczas zbliżony asortyment zaczęły się specjalizować, huta „Katarzyna” w toczeniu walców, a Towarzystwo Akcyjne Sosnowieckich Fabryk Rur i Żelaza w produkcji rur. W efekcie w tzw. „rurkowni Huldczyńskiego” uruchomiono  produkcję rur bez szwu typu angielskiego „Wellman”[3].
- 1938 – W hucie „Katarzyna” wybudowano piece stalownicze.
- Lata 1939–1945 – Rozebrano jeden z wielkich pieców w hucie „Katarzyna”, noszącej wtedy nazwę „Osthutte”[3].
- Po 1945 – Upaństwowienie przedsiębiorstw i zmiana nazwy zakładu produkcji rur na huta „Sosnowiec”. Hucie „Katarzyna”, w której rozebrano drugi z wielkich pieców, nadano nazwę huta im. Mariana Buczka.
- 1961 –  Do Huty im. M. Buczka przyłączono Hutę „Sosnowiec”[10].
- 1976 – Wyburzenie pobliskiego Browaru Sieleckiego pod rozbudowę Huty[11].
- 1972 – 1983 – Likwidacja hałdy hutniczej w Konstantynowie o wysokości 60 m (Hałdy Katarzyńskiej)[12]

## Huta po 1990 roku

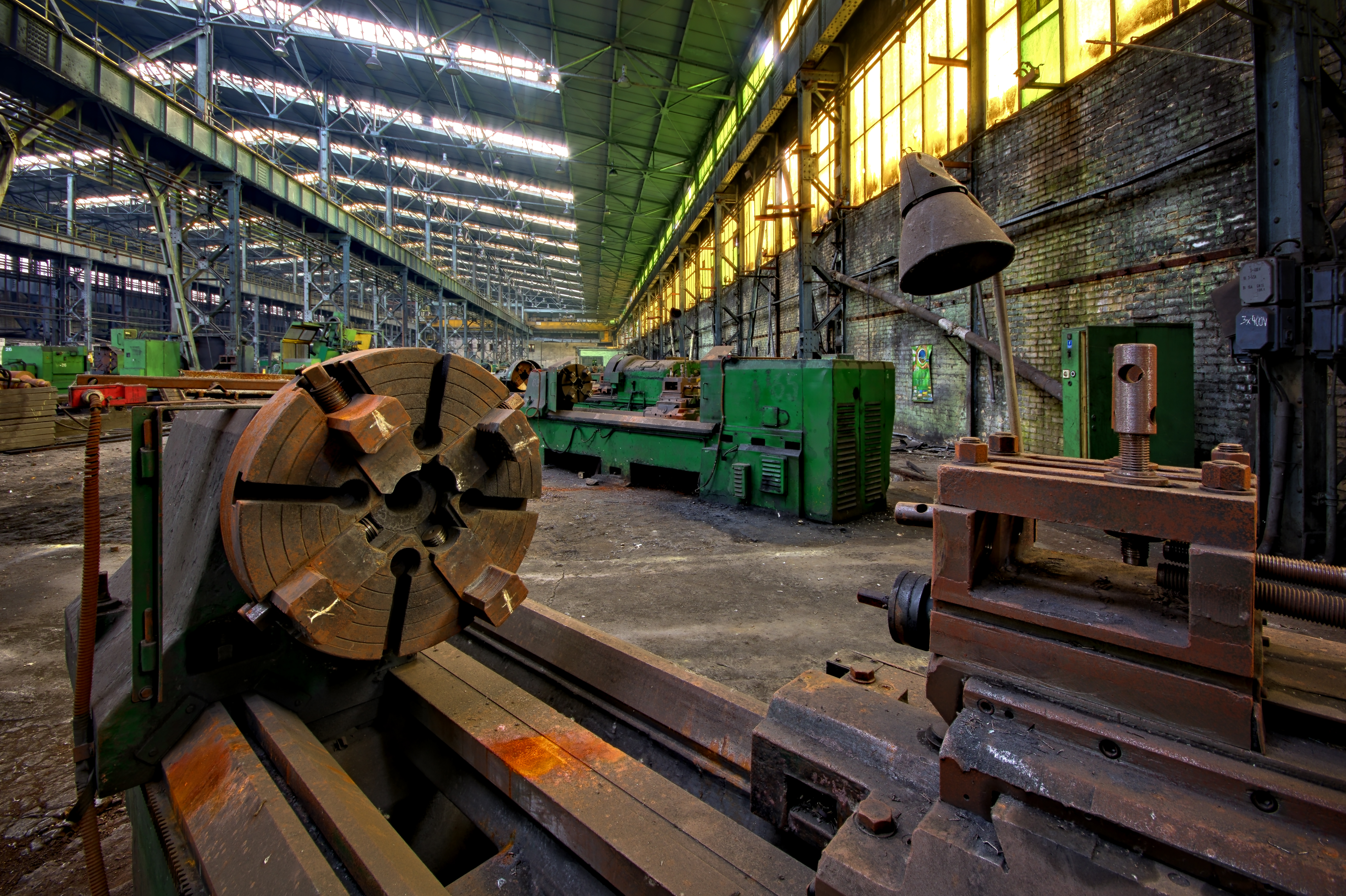
Wnętrze jedne z hal w 2018 roku

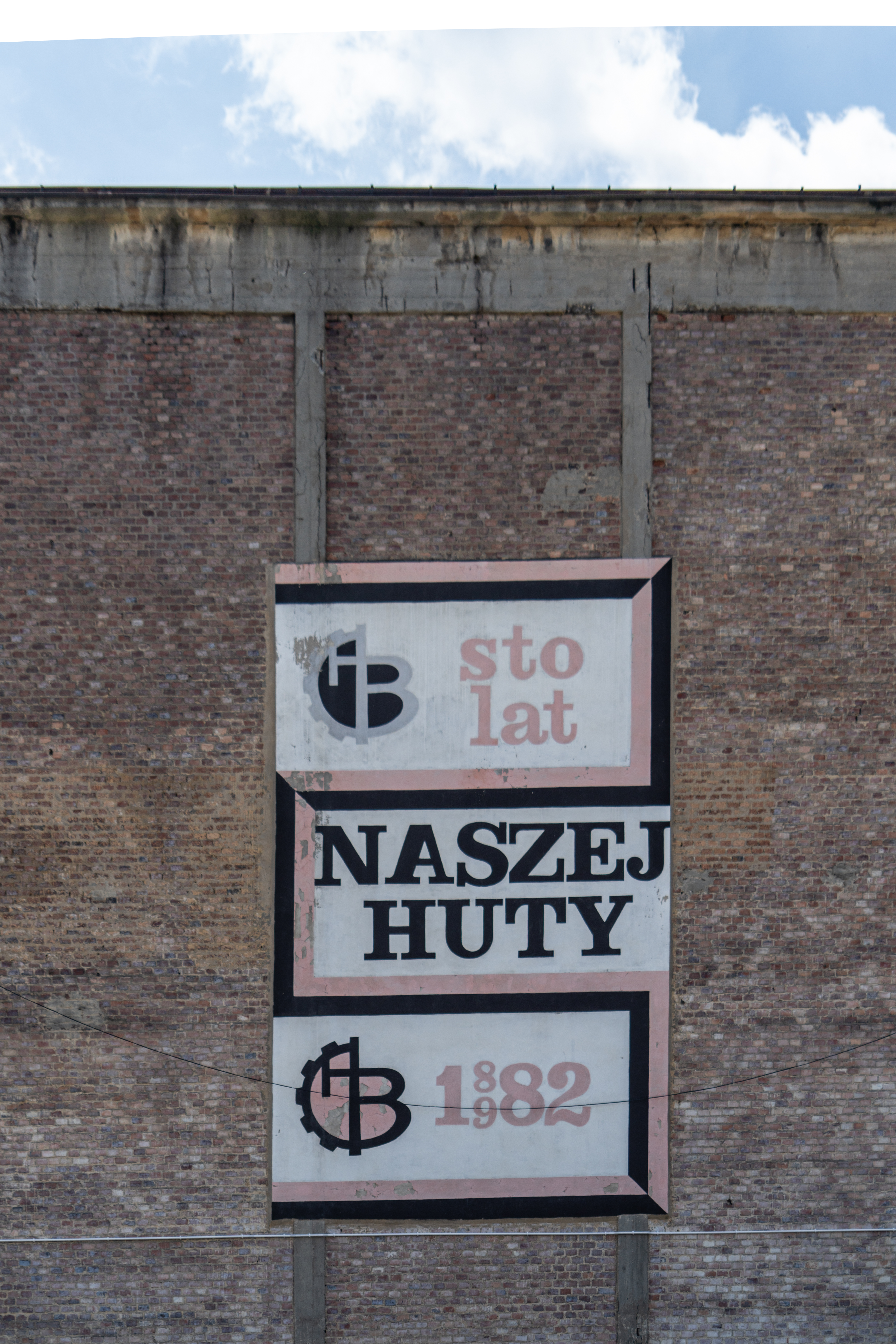
Mural na 100 lat Huty—ulica Nowopogońska

- 1995 – W ramach Programu Powszechnej Prywatyzacji, Huta im. M. Buczka w Sosnowcu została przekształcona w jednoosobową spółkę Skarbu Państwa i przyjęła nazwę Huta Buczek S.A.[13].

- Lata 1995–2004 – Z Huty Buczek S.A. wyodrębniono Technologie Buczek S.A. oraz jej spółki Buczek Automotive Sp. z o.o., Huta Buczek Sp. z o.o., Buczek – HB – Zakład Produkcji Rur Sp. z o.o. oraz Przedsiębiorstwo Usług Transportowych "SAMKOL" Sp. z o.o.[1]. W 2003 r. spółka Technologie Buczek staje się własnością Górnośląskiego Funduszu Restrukturyzacyjnego S.A.[14].
- 2001 – Budowa CH Plejada na terenach huty po Hałdzie Katarzyńskiej[15].
- 2005 – Zakończenie produkcji w zakładzie produkcji walców hutniczych[1]
- 2006 – Upadłość likwidacyjna przedsiębiorstwa Technologie Buczek S.A. i ograniczenie działalności do dzierżawienia aktywów na rzecz przedsiębiorstw zależnych[16].
- 2007 – Część udziałów, działającej od 2000 r. spółki Buczek – HB – Zakład Produkcji Rur Sp. z o.o., przejęła niemiecka spółka Rohrwerk Maxhütte GmbH, należąca do Grupy Kapitałowej Max Aicher[3]. Decyzja Komisji Wspólnot Europejskich, orzekająca o bezprawnej pomocy publicznej dla spółki[1].
- 2008 – Staraniem Silesia Capital Fund S.A. (dawniej Górnośląski Fundusz Restrukturyzacyjny S.A.), właściciela spółki Technologie Buczek S.A. w upadłości, majątek produkcyjny dawnej huty nabył od syndyka koncern Severstal[14]. Powstała spółka producenta rur bezszwowych Severstallat Silesia Sp. z o.o.[17]. Upadłość spółki Buczek Automotive Sp. z o.o.[16].
- 2010 – Postawienie, należącej do Technologie Buczek S.A. w upadłości, spółki Huta Buczek Sp. z o.o. w stan upadłości likwidacyjnej, zakończony ostatecznie w 2021 r.[18][19][20]. Z listy przedsiębiorców wykreślono Przedsiębiorstwo Usług Transportowych "SAMKOL" Sp. z o.o.[21].
- 2011 – Następcą prawnym spółki Technologie Buczek S.A. zostaje spółka Skarbu Państwa Stilna S.A. z Bytomia.
- 2012 – Wykreślono z rejestru przedsiębiorców spółkę Buczek Automotive Sp. z o.o.[22]. Znajdujący się w budynku dawnej huty „Katarzyna” zakład produkcji walców hutniczych został sprzedany przez syndyka dwóm prywatnym inwestorom[18].
- 1 styczeń 2013 – Zaczynają obowiązywać zapisy unijnego pakietu klimatyczno-energetycznego[23].
- 2015 – Zmiana nazwy firmy produkującej na terenie zakładu rury, Rohrwerk Maxhütte GmbH na Rohrwerk Maxhütte Polska Sp. z o.o.[3]. Spółka Severstallat Silesia Sp. z o.o. zmieniła nazwę na Severstal Distribution Sp. z o.o.[24], która stopniowo zaprzestała produkcji rur i handlu wyrobami stalowymi, na rzecz wynajmu nieruchomości[2][25].
- 2019 – Wyburzenie zakładu produkcji walców hutniczych historycznej huty „Katarzyna” przy ul. Stanisława Staszica[26][27].